# Flammulina filiformis
Енокітаке (лат. Flammulina filiformis) — вид пластинчастих грибів родини Physalacriaceae. Він добре відомий в японській кухні, де його називають енокітаке (яп. 榎茸, エノキタケ)  і широко культивується у Східній Азії. До недавнього часу вид вважався варіантом європейського Зимового гриба (лат. Flammulina velutipes), але наразі виокремлений у повноцінний вид.

## Таксономія
Flammulina filiformis спочатку була описана в Китаї в 2015 році як різновид F. velutipes на основі послідовностей ITS.  Подальші молекулярні дослідження з використанням комбінації різних послідовностей показали, що F. filiformis і F. velutipes є різними і повинні бути визнані окремими видами.

## Опис
Існує значна різниця в зовнішньому вигляді між дикими і культивованими базидіокарпіями. Культивовані енокітаке не піддаються впливу світла, що призводить до білих або блідих плодових тіл з довгими ніжками та маленькими шапинками.

## Ареал і поширення
Гриб зустрічається на мертвій деревині Betula platyphylla, Broussonetia papyrifera, Dipentodon sinicus, Neolitsea, Salix та інших широколистяних дерев.  У природі росте в Китаї, Кореї, Японії.

## Вирощування та харчування

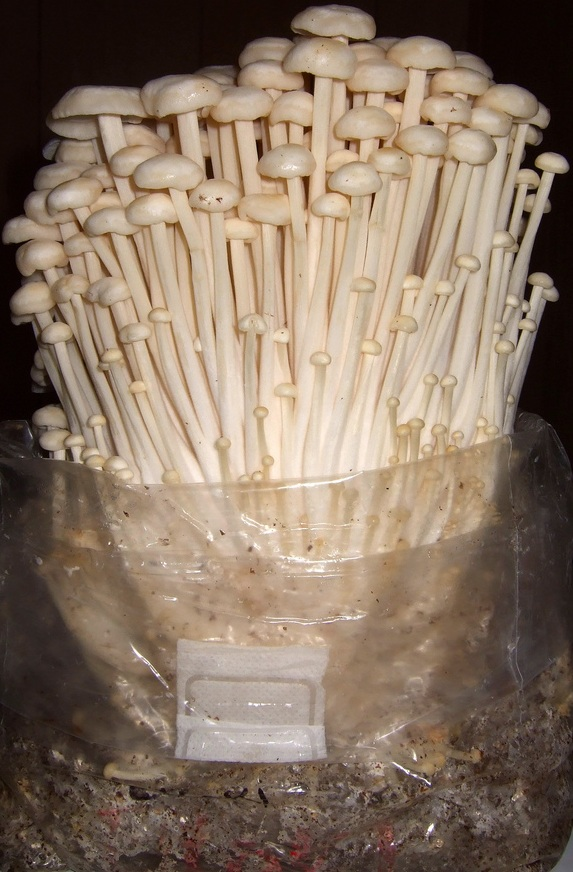
Гриб енокітаке в упаковці

Flammulina filiformis культивується в Китаї з 800 року нашої ери.  Комерційне виробництво в Китаї оцінювалося в 1,57 мільйона тонн на рік у 2010 році, а Японія виробляла додатково 140 000 тонн на рік.  Гриб можна культивувати на ряді простих лігноцелюлозних субстратів, включаючи тирсу, пшеничну солому та рисову солому.  Енокітаке, як правило, вирощують у темряві, утворюючи бліді плодові тіла з довгими та вузькими ніжками з нерозвиненими шапинками. Вплив світла призводить до більш нормальних, забарвлених плодових тіл з короткими стрижнями.
Відомий під японською назвою «енокітаке».
Гриб містить антиоксиданти, такі як ерготионеїн. Досліди на тваринах показали можливість в застосуванні для розробки вакцин і  онкологічної імунотерапії. Дослідження Національного університету Сінгапуру, що вперше публікувалися в 2005,  свідчать про те, що ніжка зимового гриба містить велику кількість білку, який дослідники назвали "Five"/"FIP-fve", який сприяє регуляції імунної системи. Гриб також містить фламмутоксин — цитолітичний і кардіотоксичний білок, який, як доведено, не є отруйним, коли всмоктується через систему травлення.
Культивований F. filiformis продається як у свіжому, так і в консервованому вигляді. Гриб має хрустку текстуру і може зберігатися в холодильнику приблизно тиждень. Це звичайний інгредієнт для супів, особливо в східно-азійській кухні, але його можна використовувати для салатів та інших страв.